# ニカラグア運河

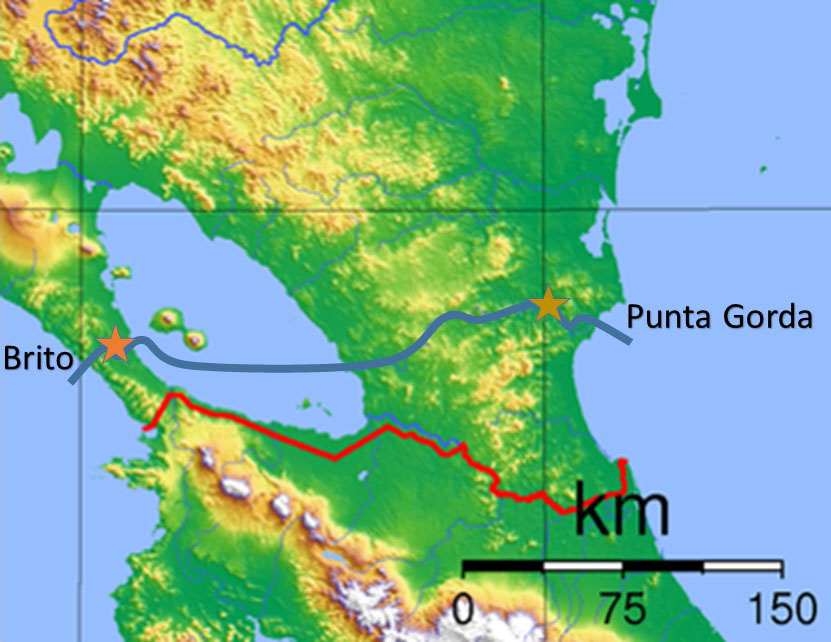
2014年に具体化したニカラグア運河計画（青線） 星印:Brito and Camilo Locks
赤線はニカラグア（上）とコスタリカ（下）の国境線

ニカラグア運河（ニカラグアうんが、スペイン語: Canal de Nicaragua）は、HKNDグループ（香港ニカラグア運河開発投資有限公司）が建設していたカリブ海と太平洋と大西洋を結ぶ 259.4 km（パナマ運河の3.5倍）の未成運河である。
2014年12月22日に着工式典を開催し、4年後の2019年に完成予定とされた。オルテガ大統領側は工事が生み出す5万人もの新たな雇用による経済効果を強調しているが、プロジェクトの実現可能性を疑問視する声も多かった。2018年2月には中止となったという報道がなされた。同年4月にはHKNDの本社事務所が閉鎖され、結局ほとんど建設されぬまま計画は放棄されていたが、2024年5月ニカラグア国会はHKNDグループに与えていた運河建設と運営権の法律の廃止を承認した。

## アメリカによる運河構想

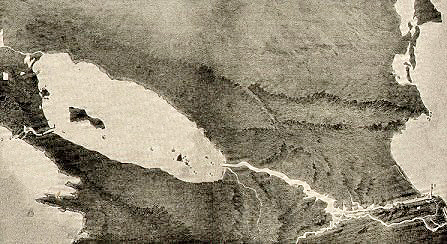
1899年に描かれたニカラグア運河構想図

狭い中米の地峡に運河を作る構想は、スペインによるアメリカ大陸植民開始の直後からあり、19世紀始めにはナポレオン三世も「ニカラグア運河計画」の実現可能性が高いことを著した。もう一つの有力ルートであるパナマ運河は、フランスが開鑿に着手したが、19世紀末に頓挫した。
20世紀になって、大西洋と太平洋に国土がまたがるアメリカ合衆国が、中米運河計画に乗り出したが、ニカラグア運河にはモモトンボ山の噴火による危険を指摘する反対論があり、パナマ運河を1914年に開通させた。
太平洋に近いニカラグア湖と、そこからカリブ海に流れるサン・フアン川を利用する航路が想定されていた。

### 日本への影響
1891年1月27日、東京地学協会例会において、アメリカ合衆国海軍アジア艦隊（Asiatic Squadron）所属アライアンス号(USS Alliance)艦長ヘンリー・クレイ・テイラー（Henry Clay Taylor）が行った演説「ニカラガ運河開鑿企業に就て」によって、建設計画が大日本帝国に知られることとなった。
在京各紙は演説内容を報じ、福澤諭吉が執筆した『時事新報』社説など、世界交通路の変化が日本に国際貿易上の好機をもたらすとの期待を生じさせた。1894年7月から翌年3月にかけて、外務省が根本正を派遣した中南米調査報告のなかにも、ニカラグア運河についての記述が残る。

## 建設の開始

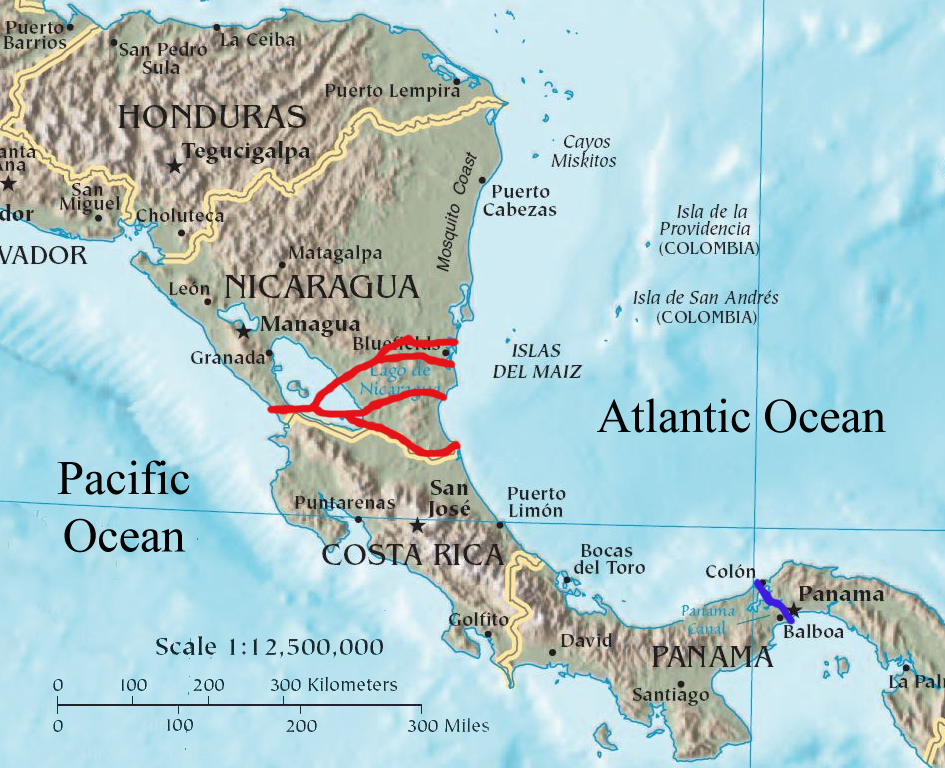
赤線:2013年時点でのニカラグア運河の候補
青線:パナマ運河
2014年に建設が開始された運河は上から2番目のブルー・フィールズ南側のルートに沿う。

### 建設主体の決定
その後もニカラグア国内では運河の実現を夢見る動きが続いてきた。オルテガ政権は2013年6月、ニカラグアと国交のない中華人民共和国政府と関係があると見られる香港系企業に新運河の計画・建設・運営を認めることを決定した。この香港企業（HKニカラグア運河開発投資会社：HKND）は、中国で信威通信産業集団を経営する、大富豪・王靖（ワン・ジン、Wang Jing）が経営しており、プロジェクトの資金として、投資家から400億アメリカ合衆国ドルを既に集めて、2014年12月22日に着工された。

### ルートの決定
6つのルートが検討の俎上に上ったが、このうちの第4ルートに決定され、2014年7月7日にHKND社が発表した。このルートは、太平洋側のブリト（Brito）から始まり、ニカラグア湖と新しく建設される人工湖（Atlanta湖）を経て、大西洋・カリブ海のプンタ・ゴルダ（Punta Gorda）川付近へ至るもので、全長は259.44kmである。なお、運河の延長として278km と記述され報道されることが多いが、これは、6つのルートが検討されていた段階での延長である。

### 運河の詳細計画[20]
運河の総延長は前記のように、259.4kmである。これに加えて、太平洋側に1.7km、カリブ海側に14.4kmの航路浚渫延長があるのでこれらを含めると、275.5kmとなる。主に、西運河、ニカラグア湖、東運河の3区間に大別される。西運河区間は、全長25.9km、ニカラグア湖区間は106.8km、東運河区間は、126.7kmである。
幅員は、230m～280m、水深は、26.9m～29.0mであり、25,000TEUのコンテナ船（長さ500m、幅72m、喫水18m）や、40万トンの超巨大貨物船（ULBC）（長さ365m、幅65m、喫水23.5m）の通行が可能となる。

### 環境への影響
HKND社は環境・社会影響調査（ESIA）に基づき、2014年7月に運河沿線で7回の地元説明会を開催した。しかし、ニカラグア湖には、ノコギリエイやオオメジロザメのような希少な生物をはじめとする豊かな水棲動物群が生息している。太平洋や大西洋を通ってきた船が行き来することがニカラグア湖の生態系に打撃を与えるとして、なおも環境保護運動家などから運河建設に対する心配が寄せられている。

### 建設に向けての動き
ニカラグア運河プロジェクトの総予算は、当初の400億ドルから500億ドルに訂正され、完成も2020年に改められた。パナマ運河はその拡張工事が完了し2016年6月26日に運用を開始したので、ニカラグア運河が開通しても採算性があるのか疑問視する声もある。総工費はニカラグアのGDPの5倍にもなる金額で、ニカラグア政府は中国主導による工事での波及効果を期待するが、強引な立ち退きや環境面への影響を危惧した住民による反対運動も続いている。
HKNDは、2012年に香港に設立されたばかりの情報技術企業で、中南米でのインフラストラクチャー整備のノウハウがあるのか疑問視されている。運河は開通後50年間の運営権がHKNDに与えられることが契約されており、さらに50年間の延長も可能になっている。HKNDには中国人民解放軍や中国共産党の関与も指摘されており、事実上100年間にも及ぶ「中国の租借地」になってしまうという意見もある。
中国の経済紙『財新網』によると、HKND社の責任者であり、通信企業・信威集団の董事長でもある王靖はこのプロジェクトを名目に、銀行などから巨額の融資を図ることが真の目的である。2015年6月の時点でまだ着工していなかった模様である。
2015年11月5日、ニカラグア政府は運河建設計画の環境社会影響評価を承認し、これによりHKND社は500億ドル以上とされている巨大運河の建設を開始することが認められた。
2016年10月のレポートでは、運河建設計画の進捗状況は不明とされている。
2016年12月、中国のポータルサイト・網易の調査レポートによると、王靖の主な事業である信威集団は実際、巨額な債務を抱えており、いつも新しい借金で古い借金を返済するようにしている。株主の構成も不明瞭で、投資家に見えない一般人や汚職する官僚なども大株主になっていた。信威集団の従業員の1人は、オルテガ大統領の息子が信威集団の本部まで来て、金銭を返すように要求したのを目撃したこともある。
2017年6月、ニカラグアと同様に中華人民共和国と国交のなかったパナマが、中華民国（台湾）と断交し、最大の港であるパナマ運河に近いマルガリータ島港の運営権を、99年間の契約で中国企業は手に入れたことにより、ニカラグア運河の重要性は、中華人民共和国にとって下がった。

### 中止
2018年2月、資金不足によって建設が中止されたという報道がなされた。原因の一つとして、株式市場の暴落によってHKNDの経営者である王靖に多額の損害が発生したことが挙げられる。ニカラグア運河局の代表はこれを否定したが、4月にHKNDの香港本社が閉鎖されたため継続は困難とみられている。しかし、HKNDへの毎年の多額の資金援助と運河付属のインフラ整備（港湾・空港・道路・鉄道）の権利を認めた法律は廃止されておらず、運河建設が中止されたとしてもこの権利を行使する可能性があるとされていたが、2024年5月8日ニカラグア国会は全会一致で建設とその運営の権利を認めた法律の廃止を承認した。
2019年4月17日、アメリカ合衆国外国資産管理局（OFAC）は、運河計画に関わったニカラグア企業3社を、オルテガ政権の資金洗浄企業と認定し、経済制裁を行った。8月14日の演説で、オルテガは本計画の継続と運河の完成を主張するも、2013年に結んだ政府とHKNDの契約期限が9月に失効することについては言及しなかった。またオルテガはこの演説を最後に、運河計画に関連する発言はない。

## 関連文献
- HKNDグループによるプロジェクト説明のページ
- 金澤宏明「中米地峡運河とハワイ--アメリカ海外膨張のレトリックと実態」太平洋学会誌98、2009年3月。
- ニカラグア運河 中内清文と木島久恵、現地の様子の写真が多い